# Otto Hoog
Otto Hoog (* 10. November 1913 in Mannheim; † 9. September 1984 in Heidelberg) war ein deutscher Politiker (CDU).

## Leben
Hoog war ab 1931 als Versicherungskaufmann tätig. Von 1939 bis 1945 nahm er als Soldat am Zweiten Weltkrieg teil. Anschließend geriet er in sowjetische Kriegsgefangenschaft.
Hoog war 1946 kurzzeitig Bürgermeister von Wertheim. Zudem war er Mitglied des Kreisrates des Landkreises Tauberbischofsheim. Von 1948 bis 1976 war er Bürgermeister von Leimen. Zudem war er Mitglied des Kreistags des Landkreises Heidelberg. Bei der Bürgermeisterwahl 1975 unterlag er Herbert Ehrbar.
1946 gehörte Hoog der Verfassunggebenden Landesversammlung Württemberg-Baden an. Von 1950 bis 1952 war er Landesvorsitzender der Jungen Union Nordbaden. Bei der Landtagswahl in Baden-Württemberg 1956 kandidierte er als Ersatzkandidat von Jakob Ruppert im Wahlkreis Heidelberg-Land. Hoog rückte am 16. Juli 1958 nach Rupperts Tod in den Landtag von Baden-Württemberg nach, dem er bis zum Ende der Legislaturperiode im Frühjahr 1960 angehörte. Von 1960 bis 1961 war er Vorsitzender des CDU-Kreisverbands Heidelberg-Land.
Hoog war evangelisch, verheiratet und Vater eines Kindes.

## Ehrungen
- 1973: Bundesverdienstkreuz 1. Klasse
- 1977: Ehrenbürgerschaft von Leimen[3]
- 1989: Umbenennung des Stadions in Leimen in Otto-Hoog-Stadion[4]